# Francis Petherick Marchant
Francis Petherick Marchant (26. listopadu 1870, Harrow Weald – 25. listopadu 1938, Praha – Nové Město) byl anglický slavista, spisovatel a překladatel z češtiny. Byl žákem Otakara Vočadla, překládal do angličtiny díla K. H. Borovského, A. Jiráska, Italské listy K. Čapka a společně s Fergusem P. Caseyem i Trapné povídky od stejného autora. Působil i jako fotograf pro National Geographic Magazine. Ovládal šest jazyků, od roku 1915 byl členem plaveckého klubu South London Swimming Club, byl otužilcem a za otužování získal ocenění Martin Cup a Burton Cup.
Marchant se usídlil v Česku, se svým přítelem Viktorinem Zeithammerem podnikal výpravy na Šumavu. Byl popisován jako „zanícený čechofil“. Marchant nakonec roku 1938 zemřel v Praze v nemocnici na Karlově náměstí, pohřben byl na Olšanských hřbitovech 30. listopadu (2. obecní hřbitov, 8/320).

## Fotogalerie

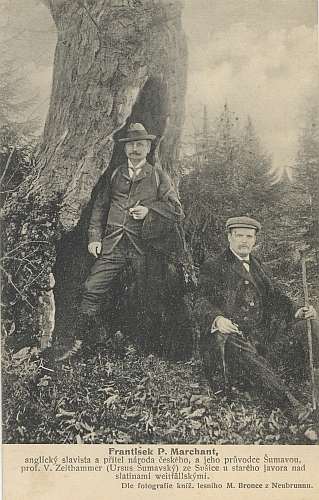
F. P. Marchant a jeho přítel Viktorin Zeithammer na Šumavě
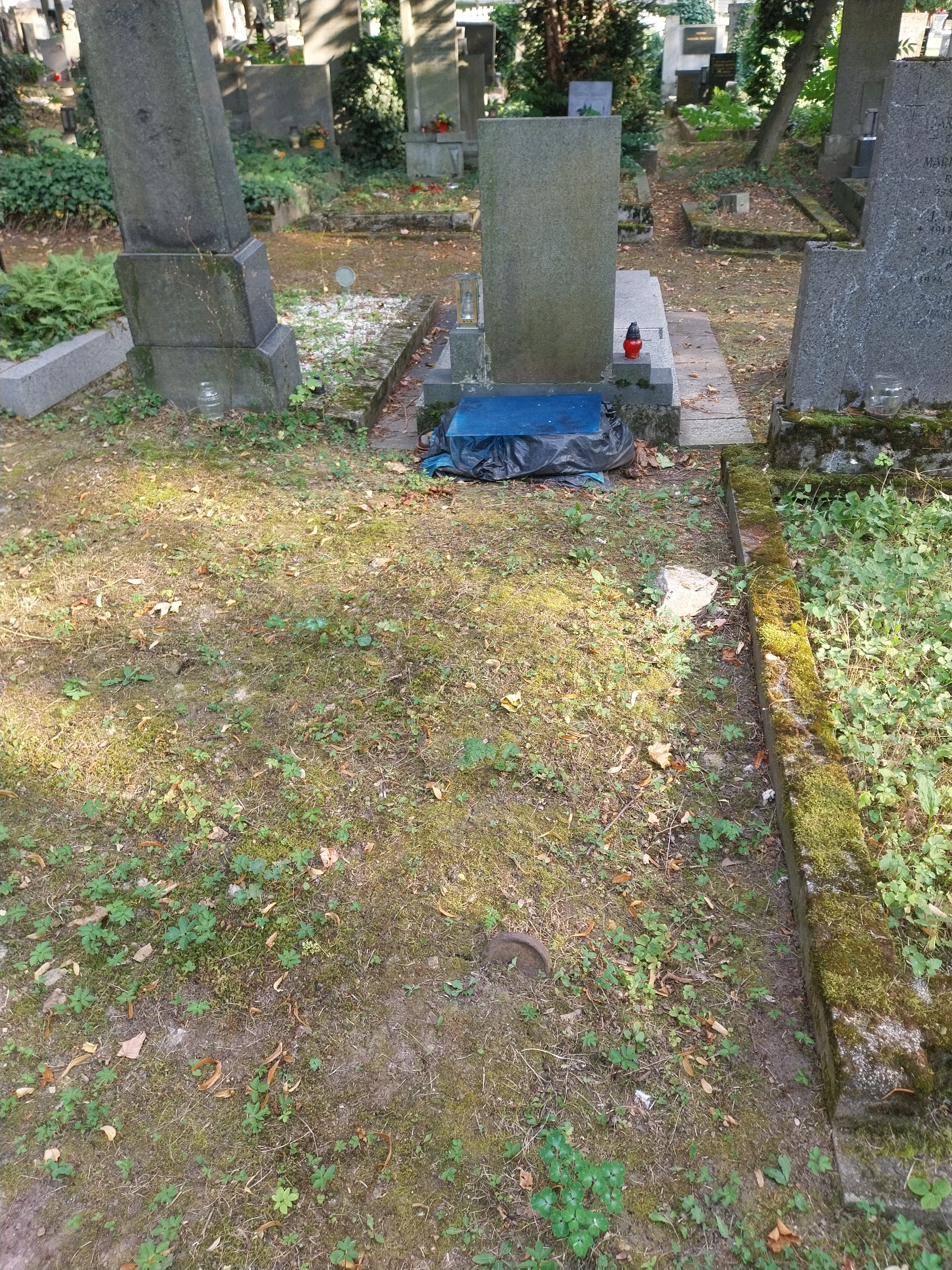
Místo pohřbení F. P. Marchanta na Olšanských hřbitovech (hrob 8/320 se nedochoval)